# Hybe Corporation
Hybe Corporation (hangeul : 주식회사 하이브) est une société de divertissement sud-coréenne fondée originellement en 2005 en tant que Big Hit Entertainment par le producteur Bang Si-hyuk. La société change de nom en 2021 lorsqu'elle décide de changer sa structure organisationnelle afin de se concentrer sur les affaires commerciales. L'entreprise opère à l'international et dispose de bureaux à Tokyo, à Los Angeles et à Mexico,.
Hybe Corporation comprend plusieurs filiales dont notamment Hybe Labels, spécialisé dans la production musicale, qui fonctionne par un système multi-label où chaque label opère indépendamment avec sa propre identité. Ce système comprend Big Hit Music, Source Music, Pledis Entertainment, KOZ Entertainment, Belift Lab et ADOR.

## Histoire

### 2005-2021: Big Hit Entertainment Co., Ltd.
Big Hit Entertainment est fondé le 1er février 2005 et a signé en 2007 le trio de chanteurs 8Eight, qui se compose de Lee Hyun, Baek Chan et Joo Hee.
En 2010, l'agence et JYP Entertainment signent un contrat de management commun pour le boys band 2AM. Cette année-là, Bang Si-hyuk a lancé des auditions à l'échelle nationale et a signé RM, le premier membre de BTS, puis les autres membres du groupe. BTS ont fait leurs débuts sous Big Hit Entertainment en 2013.
En 2012, l'agence signe Lim Jeong-hee et le girl group Glam est formé, en collaboration avec Source Music. Le groupe est resté actif jusqu'en 2014, et a dû se séparer à cause d'une controverse concernant l'une des membres, Kim Da-hee, qui a été condamnée à une peine d'emprisonnement à cause d'accusations de chantage sur l'acteur Lee Byung-hun,,.
Faisant suite à la fin du contrat avec JYP Entertainment en avril 2014, trois des membres de 2AM sont retournés chez JYP Entertainment, tandis que Lee Chang-min est resté chez Big Hit Entertainment afin de continuer sa carrière solo et son duo, Homme. Cette année aura aussi vu la séparation de 8Eight après l'expiration des contrats de Baek Chan et Joo Hee avec Hybe Corporation.
En mai 2015, Signal Entertainment Group, une société de Kosdaq spécialisée dans le management d'artistes et la production télévisuelle, a acheté Big Hit Entertainment pour 6 milliards de wons, soit environ 4,5 millions d'euros. Signal Entertainment Group détient également Better Entertainment, l'agence fondée par l'acteur Song Seung-heon, mais aussi le label discographique Jungle Entertainment.
En mai 2015, Lim Jeong-hee quitte l'agence à la suite de l'expiration de son contrat de trois ans avec l'agence.
En février 2018, le groupe Homme s'est dissout après que le contrat de Changmin ait expiré. Il a quitté la compagnie pour créer sa propre agence, tandis que Lee Hyun a continué en tant qu'artiste solo.
En octobre 2018, Big Hit Entertainment a annoncé que BTS avait renouvelé son contrat pour une durée de sept ans.
Le 9 janvier 2019, le label annonce avec You & Me l'arrivée possible de son nouveau groupe. Le jour suivant, le premier membre du nouveau groupe masculin TXT est annoncé, Yeonjun. Selon la version coréenne du nom du groupe, TXT signifierait « Tomorrow By Together ».
Le 29 juillet 2019, Big Hit Entertainment achète l’agence Source Music et fait ainsi l’acquisition du groupe féminin GFriend.
Le 25 mai 2020, le label achète l'agence Pledis Entertainment et fait l'acquisition des deux groupes masculins Seventeen et NU'EST et du groupe féminin After School.
Le 18 novembre 2020, Big Hit Entertainment achète l’agence KOZ Entertainment et fait l’acquisition de trois rappeurs[style à revoir] : Zico, Dvwn ainsi que Penomeco. À la suite de l'émission I-Land, Belift Lab, une agence créée en partenariat avec Hybe Corporation et CJ E&M, dévoile un nouveau groupe masculin, Enhypen, composé de 7 artistes.

### 2021-présent: Hybe Corporation
Au cours de la deuxième semaine de mars 2021, Big Hit Entertainment annonce son changement de nom en une société de plateforme de style de vie de divertissement sous le nom de Hybe Corporation. Le 19 mars, la société publie une présentation en ligne détaillant sa restructuration organisationnelle, et a déclaré que le nom « Big Hit Entertainment » (lié à ses activités musicales) deviendrait Big Hit Music sous la nouvelle division Hybe Labels. Ce changement de nom fut soumis à une assemblée des actionnaires qui s'est tenue le 30 mars,. La présentation a également donné un aperçu de la conception du nouveau siège social de Hybe Corporation, situé dans le Yongsan Trade Center à Yongsan-gu. La société a officiellement emménagé dans ce bâtiment le 22 mars,.
Le changement de nom est entré en vigueur le 31 mars 2021.
Le 5 avril 2021, Hybe Corporation publie une vidéo sur sa chaîne YouTube où l'on[Qui ?] peut voir une collaboration avec Ithaca Holdings qui détient de grands artistes tels que Justin Bieber, Ariana Grande, J Balvin et Demi Lovato. Dans la vidéo, Bang Si Hyuk et le PDG d'Ithaca Holdings s'expriment en disant qu'ils collaboreraient pour pouvoir former de nouveaux artistes et peut-être faire une collaboration avec les artistes déjà présents[source secondaire nécessaire],. Ariana Grande et Demi Lovato quittent l’agence en août 2023,. Suivis par Justin Bieber l’année suivante.

## Filiales

### HYBE HQ
- HYBE Labels[25]
  - Big Hit Music
  - Source Music
  - Pledis Entertainment
    - Xing Can Sheng Shi Entertainment

  - Belift Lab
  - KOZ Entertainment
  - ADOR
- Hybe Solutions
  - HYBE 360
  - HYBE IPX
  - HYBE IM
  - Binary Korea
  - HYBE Media Studio
  - Supertone
- Platforms
  - Weverse Company

### HYBE Japan
Filiale créée en 2017 et dirigée par Han Hyun-rock.
- Labels
  - YX Labels (anciennement HYBE Labels Japan)
  - Naeco[27]
- Solutions
  - HYBE Solutions Japan
  - HYBE T&D Japan

### HYBE America
Filiale créée en 2019, fusionnée avec Ithaca Holdings en 2021, et dirigée par Scooter Braun.
- HYBE UMG (avec Universal Music Group)
- Ithaca Holdings[3]
  - Atlas Music Publishing
  - Big Machine Label Group
    - Nashville Harbor & Entertainment
    - Big Machine Records
    - The Valory Music Co.

  - Drew House
  - Mythos Studio
  - Raised In Space (avec Ripple's Xpring)
  - SB Projects
    - SB Consulting
    - SB Management
    - SB Ventures
    - Schoolboy Entertainment
      - Schoolboy Records (avec Universal Music Group)
- QC Media Holdings[29]
  - Quality Control Music
  - QC Sports
  - Quality Films
  - Solid Foundation Management

### HYBE Latin America
Filiale créée en 2023 et dirigée par Jonghyun Ka,.
- Zarpazo  (anciennement Exile Music)
- Docemil Music
- Ajá Podcast

## Artistes

### Corée du Sud
Big Hit Music
- BTS
- TXT
- Lee Hyun/Midnatt

Source Music
- Le Sserafim

Pledis Entertainment
- Seventeen
- TWS
- Hwang Min-hyun
- Bumzu

Belift Lab
- Enhypen
- ILLIT

KOZ Entertainment
- Zico
- BoyNextDoor

ADOR
- NewJeans (disputé)

Supertone
- SYNDI8

### Japon
YX Labels
- &Team
- Aoen[32]

### États-Unis
HYBE UMG
- Katseye (co-managé avec Geffen Records)[33]

## Anciens artistes

### Big Hit Entertainment (actuellement Big Hit Music)
- 2AM (avec JYP Entertainment)
- Homme
- Jeong Jin Woon
- Lim Jeong Hee
- David Oh
- Glam (avec Source Music)
- Jo Kwon

### Source Music
- GFriend

### Pledis Entertainment
- NU'EST
- Fromis_9
- Baekho (Kang Dong Ho)

### KOZ Entertainment
- Dvwn

### HYBE Japan
Hybe Labels Japan (actuellement YX Labels)
- Moonchild (2023-2024) (avec LDH Japan)

Naeco
- Yurina Hirate (2022-2024)

## Partenariats

### Labels distributeurs
- Corée du Sud : YG Plus (depuis 2021)[34]
- International : Geffen Records (UMG) (depuis 2021)[35]
- Chine : Tencent Music Entertainment (depuis 2023)[36]